# Póvoa da Isenta
Póvoa da Isenta é uma povoação portuguesa sede da Freguesia de Póvoa da Isenta do Município de Santarém, freguesia com 13,90 km² de área e 1045 habitantes (censo de 2021), tendo, por isso, uma densidade populacional de 75,2 hab./km².
A freguesia foi criada em 1920, por desanexação da Freguesia de Almoster, pela lei n.º 1002, de 24/06/1920.

## Demografia
A população registada nos censos foi:
| Distribuição da População por Grupos Etários | Distribuição da População por Grupos Etários | Distribuição da População por Grupos Etários | Distribuição da População por Grupos Etários | Distribuição da População por Grupos Etários |
| -------------------------------------------- | -------------------------------------------- | -------------------------------------------- | -------------------------------------------- | -------------------------------------------- |
| Ano                                          | 0-14 Anos                                    | 15-24 Anos                                   | 25-64 Anos                                   | > 65 Anos                                    |
| 2001                                         | 173                                          | 133                                          | 605                                          | 251                                          |
| 2011                                         | 150                                          | 99                                           | 601                                          | 277                                          |
| 2021                                         | 135                                          | 99                                           | 534                                          | 277                                          |